# 中野勇治郎

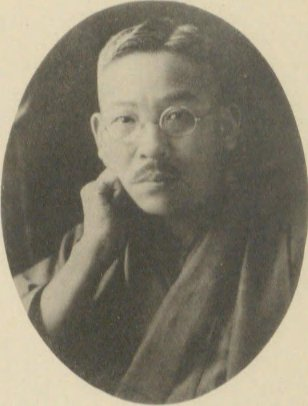
中野勇治郎

中野 勇治郎（なかの ゆうじろう、明治12年（1879年）1月10日 - 昭和21年（1946年）4月22日）は、日本の弁護士、政治家。東京府会議長、衆議院議員。三女トシ子は元最高裁判事栗本一夫の妻。経済人類学者の栗本慎一郎は孫。

## 経歴
京都府北桑田郡生まれ。中野半右衛門（或は中野平右衛門）の長男。少時京都に出て漢籍を修め、経史百家の書を耽読する傍ら法律を研究し、18歳の時普通文官試験に合格。
明治33年（1900年）星亨を慕って上京。
日本法律学校、東京法学院に学んで在学一年半にして業を終り、明治34年（1901年）判検事登用試験及弁護士試験に合格し司法官試補検事代理を命ぜられ後弁護士となる。東京弁護士会副会長に推され、東京府教育会評議員会議長に当選し同会副会長を務めた。
本所区会議長、東京府会議員、同参事会員、同副議長、同議長等に挙げられ、警視庁防疫評議員、特別都市計画委員会委員にも就任した。
1932年（昭和7年）、第18回衆議院議員総選挙に出馬し、当選を果たした。

## 人物像

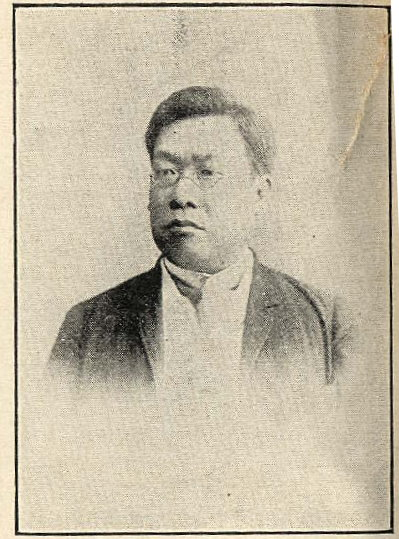
星亨

佐藤幸平 著『東京弁護士名家録 第1巻』（大正14年）五六頁によれば「君は一代の快傑星亨の最も深き感化を受けたる人物である。稜々たる気骨を以て、機略縦横、往くとして可ならざるなき點は、兄貴分の前法相故横田千之助にも劣らぬ。君の勢力はかくて東京府會に其根據を張り、事起る毎に君の裁斷を乞ふ者多く、君は現に東京府會議長の重任を果しつゝある」
明治35年（1902年）家督を相続す。

## 家族・親族

### 中野家
（京都府北桑田郡、東京市本所区東両国（現東京都墨田区））
- 父・半右衛門[6]（或は平右衛門[5]）
- 母・トメ（上野吉兵衛五女[5]）

嘉永2年4月生 - 没
- 妻・その（宮城県、宮澤源助長女[6]）

明治15年（1882年）10月生 - 没
- 女・ウタ[6]（岡山県、石原励に嫁す） - 石原励の甥は元参議院議員の石原幹市郎である[7]。

明治37年（1904年）7月生 - 没
- 男・次雄[6]（裁判官・元大阪高裁長官）

明治43年（1910年）6月生 - 平成11年（1999年）没
同妻・松子（大栄興業社長星光長女）
- 女・ツヤ[6]（元学校法人鷗友学園特別顧問）

大正2年（1913年）6月生 - 平成23年（2011年）9月没
- 女・トシ子[6]（岐阜県、栗本一夫に嫁す）

大正5年（1916年）3月生 - 没